# 佛子站
佛子站（日语：／ Bushi eki */?）是一個位於埼玉縣入間市佛子，屬於西武鐵道池袋線的鐵路車站。車站編號是SI24。

## 車站結構
對向式月台2面2線與中線1線的地面車站。北口站舍位於上行池袋方自口月台側，南口站舍位於下行飯能方向月台近飯能的一端。各月台之間以跨線天橋聯絡，併設升降機。
廁所位於上行月台側。

### 月台配置
| 月台 | 路線   | 方向 | 目的地                             |
| ---- | ------ | ---- | ---------------------------------- |
| 1    | 池袋線 | 上行 | 所澤、池袋、新木場、澀谷、橫濱方向 |
| 2    | 池袋線 | 下行 | 飯能、西武秩父方向                 |

## 使用情況
2016年度1日平均上下車人次為12,833人。西武鐵道全部92個車站當中排行第62位。
近年1日平均上下車人次以及上車人次的推移如下表。
| 年度               | 1日平均 上下車人次 | 1日平均 上車人次 |
| ------------------ | ------------------ | ---------------- |
| 1997年（平成09年） | 17,497             |                  |
| 1998年（平成10年） | 17,175             |                  |
| 1999年（平成11年） | 16,586             |                  |
| 2000年（平成12年） | 16,349             |                  |
| 2001年（平成13年） | 15,799             |                  |
| 2002年（平成14年） | 15,484             |                  |
| 2003年（平成15年） | 15,349             |                  |
| 2004年（平成16年） | 15,032             |                  |
| 2005年（平成17年） | 14,856             |                  |
| 2006年（平成18年） | 14,657             |                  |
| 2007年（平成19年） | 14,444             |                  |
| 2008年（平成20年） | 14,342             |                  |
| 2009年（平成21年） | 14,037             |                  |
| 2010年（平成22年） | 13,283             |                  |
| 2011年（平成23年） | 12,917             |                  |
| 2012年（平成24年） | 12,537             |                  |
| 2013年（平成25年） | 12,221             |                  |
| 2014年（平成26年） | 12,193             |                  |
| 2015年（平成27年） | 13,235             |                  |
| 2016年（平成28年） | 12,833             |                  |

## 相鄰車站
西武鐵道

 池袋線
■快速急行
通過
■急行、■通勤急行、■快速、■準急、■各站停車（通勤急行只限上行運行）
入間市（SI23）－佛子（SI24）－元加治（SI25）

## 外部連結
- 佛子 - 西武鐵道